# Ernesto Hervás Vercher
Ernesto Hervás Vercher (Carlet, 1873 - València, 8 d'agost de 1949) fou un baríton valencià.
Es formà en el Conservatori de València, i debutà el 1906, a Cadis, amb l'òpera Marina d'Emilio Arrieta. Durant els anys següents freqüentà les temporades d'òpera i de sarsuela de València, Madrid, Santander, Saragossa, Bilbao, etc., formant part de la companyia d'Enrique Lacasa, i també feu diverses gires per escenaris d'Europa i Sud-amèrica. A València estrenà Los cadetes de la reina, de Pablo Luna, i Si yo fuera rey d'Adolphe Adam. Participà en nombroses gravacions per a la firma discogràfica Odeon, incloent-hi passatges de Josep Serrano, de Luis Foglietti, de Vicent Peydró i d'altres compositors del moment. Després del 1918 es dedicà principalment a l'ensenyament del cant.
Durant els anys vint actuà, sota la direcció de Mario Roncoroni, en les primeres adaptacions cinematogràfiques de sarsueles de costums: Les barraques o Una tragedia de la huerta, amb llibret d'Eduard Escalante i música de Vicent Peydró, estrenada en el Teatro Lírico de València el 19 d'octubre de 1925, i La virgen del mar, estrenada en el mateix teatre el 17 de març de 1927.
Les seues despulles jauen al Cementeri General de València junt amb les de la seua muller, Luisa Cantos Sánchez, divuit anys més jove, que li sobrevisqué durant quaranta-cinc anys.